# Pecan Plantation, Texas
Pecan Plantation là một nơi ấn định cho điều tra dân số (CDP) thuộc quận Hood, tiểu bang Texas, Hoa Kỳ. Năm 2010, dân số của nơi này là 5294 người.

## Dân số
- Dân số năm 2000: 3544 người.
- Dân số năm 2010: 5294 người.